# Бардстаун (Кентаки)
Бардстаун (енгл. Bardstown) град је у америчкој савезној држави Кентаки.

## Демографија
По попису из 2010. године број становника је 11.700, што је 1.326 (12,8%) становника више него 2000. године.
| Група             | 2000.         | 2010.         |
| Белци             | 8.456 (81,5%) | 9.453 (80,8%) |
| Афроамериканци    | 1.563 (15,1%) | 1.450 (12,4%) |
| Азијати           | 98 (0,9%)     | 88 (0,8%)     |
| Хиспаноамериканци | 143 (1,4%)    | 434 (3,7%)    |
| Укупно            | 10.374        | 11.700        |